# Paul de Leeuw
Paul Henri de Leeuw, né le 26 mars 1962 à Rotterdam, est un acteur, chanteur et animateur de télévision néerlandais.

## Incident de l'Eurovision 2006
Lors du Concours Eurovision de la chanson 2006, Paul de Leeuw fut au cœur d'une controverse. Il commença par s’affranchir du règlement, en énonçant à voix haute tous les résultats de son pays. Ensuite, il entreprit de se moquer de Sakis Rouvas, en estropiant son prénom, en émettant un commentaire sur sa veste, en lui faisant des clins d’œil. Il alla jusqu’à lui proposer de lui communiquer son numéro de téléphone portable. Rouvas lui répondit alors que ce dernier devait commencer par 69. De Leeuw esquiva l’allusion et lui donna en direct le numéro en question, avant d’annoncer les « douze points » néerlandais.
L'animateur radio britannique Terry Wogan qualifia ses actes de pathétiques et demanda « Qui a choisi cet idiot ? »

## Discographie

### Albums
- Voor u majesteit (1991)
- Van u wil ik zingen (1992)
- Plugged (1993)
- ParaCDmol (1994)
- Filmpje (1995)
- In heel Europa was er niemand zoals zij (1995)
- Encore (1996)
- Lief (1997)
- Stille liedjes (1999)
- Kerstkransje (2001)
- Zingen terwijl u wacht (2001)
- MetroPaul (2004)
- Duizel mij (2005)
- Mooi! Weer Een CD (2006)
- Het wordt winter (2008)
- Honderd uit één (2009)
- Paul (2012)
- De Leeuw zingt long (2014)
- Er was eens... een kerstverhaal (2015)